# Андреа Геуґен
Андреа Геуґен (норв. Andréa Haugen; уроджена Андреа Маєр (нім. Andréa Meyer); 6 липня 1969, Ганновер, Німеччина — 13 жовтня 2021, Конгсберг, Норвегія) — німецька музикантка та письменниця. Ексдружина Томаса «Самот» Геуґена, гітариста норвезького блек-метал гурту Emperor.

## Життєпис
Народилася на півночі Німеччини в Ганновері. Через свою прихильність до британської попмузики, постпанку, готики та нью-вейву переїхала до Лондона у 1990 році. Там вона хотіла зробити кар'єру моделі та певний час працювала фетиш-моделлю, але знайшла модельну сцену поверхневою і відмовилася від подальшої праці в індустрії.
Протягом двох років жила в сквотах в Лондоні. Там же вивчала езотерику, була пов'язана з різними магічними, язичницькими і чаклунськими колами та приєдналася до різних езотеричних і окультних груп Лондона, таких як Ілюмінати Танатероса і Орден Східних тамплієрів, а також стала членом Церкви Сатани Антона Ла-Вея.
Музичну кар'єру розпочала як бек-вокалістка дарк-метал гурту Cradle of Filth. Під час гастролей з гуртом вона познайомилася з Самотом, за якого згодом вийшла заміж, народила доньку і розлучилася.
Геуґен заявляла, що своє майбутнє бачить у написанні музики до фільмів і кіносценаріїв, а також сподівається знову опинитися перед камерою.
З 2002 року почала створювати свою музику під сценічним псевдонімом Nebelhexë. Згодом обрала псевдонім Андреа Небель (англ. Andrea Nebel) і заявила, що хоче відродити свій проєкт Aghast.
У 2010 році Геуґен оголосила про новий проєкт в стилі дарк-ембієнт під назвою Aghast Manor, стиль якого придатний для використання треків саундтреками до фільмів.
13 жовтня 2021 року вона була вбита під час теракту в Конгсберзі.

## Стиль

### Музика
Спочатку Геуґен писала музику в стилі гурту Death in June, потім планувала створити блек-метал гурт, але відмовилася від цього, оскільки їй важко давався гортанний вокал. У 1995 році випустила успішний дарк-ембієнт альбом під час перебування в дуеті Aghast. Під впливом її спілкування з лондонською неофолк-сценою в 1996 році заснувала проєкт Hagalaz' Runedance, натхненна цією сценою та окультною філософією, якої дотримувалась сама. Переїхавши до Норвегії, вона захопилася скандинавськими, кельтськими та середньовічними музичними традиціями, а також скандинавською магією.
У 2012 році вона висловила розчарування тим, що деякі журналісти неправильно витлумачують слова її пісень як такі, що стосуються «відьом у лісі, нацизму, природи чи забруднення навколишнього середовища», хоча в них «відносно чітко» йдеться про «інцест, самогубство друга, жорстоке поводження з дітьми чи самотність».

### Писемна творчість
З початку 2000-х також працювала над сценаріями для відео та фільмів. Вона написала рукописи жахів «Бабуся» та «За дзеркалами» для режисера Філа Бертема, а також сценарій короткометражного фільму «Тортури — це не культура».
З 1995 року Геуґен писала сюрреалістичні оповідання, вірші та соціально-критичні статті. Серед них часом трапляються гумористичні статті з повсякденного життя, написані, зокрема, для норвезької газети Rimfrost. Одна з її книг, «Прогулянки з ніччю», присвячена таким темам, як темний бік життя, міфи про вампірів, сучасна духовність та гумористичні історії з її незвичайного життя.

## Дискографія

### В складі Cradle of Filth
- 1993: The Principle of Evil Made Flesh.

### В складі Aghast
- 1995: Hexerei im Zwielicht der Finsternis.

### В складі Necromantia
- 1995: Scarlet Evil Witching Black.

### В складі Satyricon
- 1996: Nemesis Divina.

### Як Hagalaz’ Runedance
- 1997: When the Trees Were Silenced;
- 1998: The Winds that Sang of Midgard's Fate;
- 1999: Urd — That Which Was;
- 2000: Volven;
- 2002: Frigga's Web.

### Як Nebelhexë

#### Студійні альбоми
- 2004: Laguz — Within the Lake;
- 2006: Essensual;
- 2009: Dead Waters.

#### Мініальбоми
- 2009: Nebelhexe & Jarboe — Don't Kill the Animals.

#### Відеокліпи
- 2003: Wake to Wither;
- 2006: Underworld;
- 2008: Dead Waters;
- 2008: In My Dreams I'm Free;
- 2009: Nebelhexe & Jarboe — Don't Kill the Animals.

### Як Aghast Manor
- 2012: Gaslights;
- 2013: Penetrate.